# Migrol
Die Migrol AG ist eine Schweizer Mineralölgesellschaft und eine Tochtergesellschaft des Migros-Konzerns. Das Unternehmen mit Sitz in Zürich erwirtschaftete 2024 einen Umsatz von rund CHF 1,38 Milliarden und beschäftigte 239 Mitarbeiter. Migrol gehört zu den 500 grössten Unternehmen in der Schweiz.

## Tätigkeitsgebiet
Das Geschäftsfeld der Migrol umfasst hauptsächlich den Betrieb von Tankstellen, von Tankstellenshops, von Ladestationen für E-Fahrzeuge und den Heizölverkauf sowie damit verbundene Dienstleistungen. 
Schweizweit verwaltet Migrol 311 Tankstellen und 70 Waschanlagen und Ladestationen an über 150 Standorten (Stand: 2025). Zusätzlich führt Migrol Tankrevisionen durch und vertreibt Holzpellets. 
Migrol ist Mitglied von Avenergy Suisse (ehem. Erdöl-Vereinigung). Der Interessenverband setzt sich u. a. für das Referendum zum neuen CO2-Gesetz ein.

## Geschichte

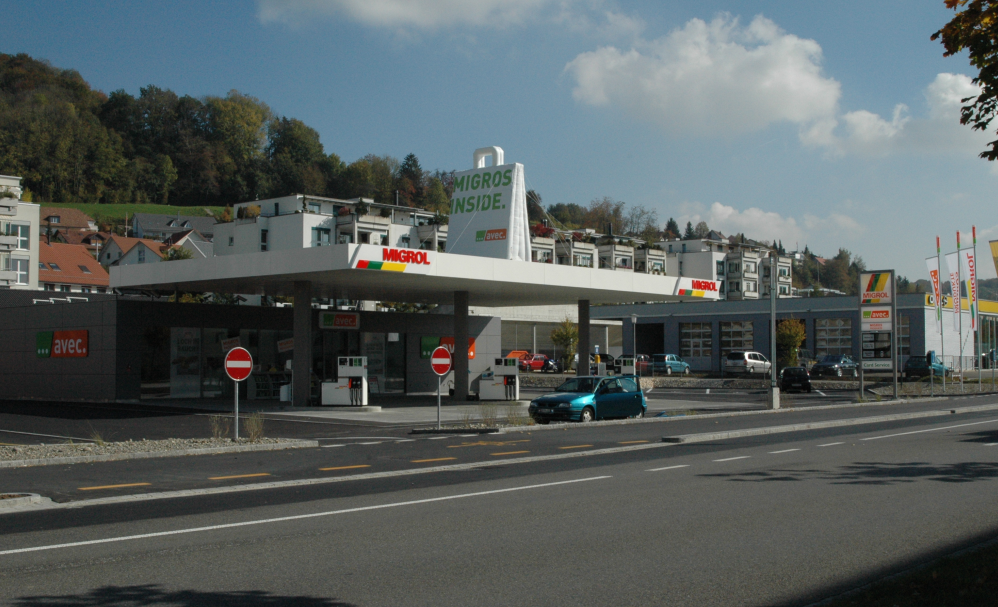
Migrol-Tankstelle in Bülach

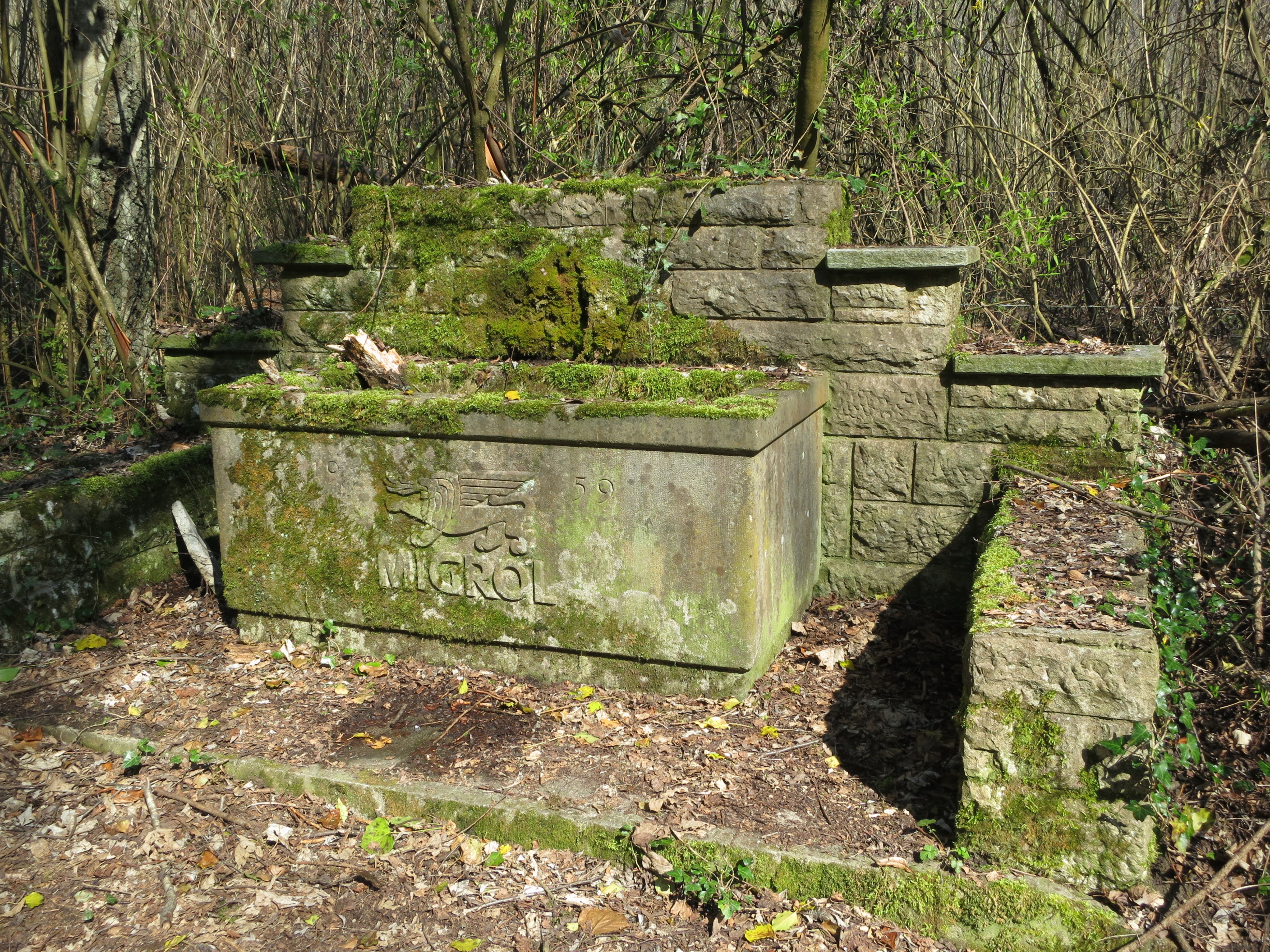
Ehemalige Tankanlage der Migrol von 1959 in Tössriedern, Eglisau

Die Migrol wurde am 8. März 1954 als Tochtergesellschaft des Migros-Genossenschafts-Bundes (MGB) gegründet. Gottlieb Duttweiler hatte bereits 1929 erkannt, dass der Benzinpreis im Vergleich zu den tatsächlichen Gestehungskosten viel zu hoch war. Ein Vierteljahrhundert später begann er gegen das Kartell der Ölkonzerne vorzugehen, die den Liter Benzin in der Schweiz üblicherweise um neun bis zehn Rappen über dem Weltmarktpreis verkauften. Sein Anwalt Walter Baechi machte ihn mit dem unabhängigen Erdölhändler Jean Arnet bekannt, der ähnliche Ziele verfolgte, aber nicht über das dafür notwendige Kapital verfügte. Duttweiler stellte Arnet sogleich als Direktor an und beauftragte ihn mit dem Aufbau des Unternehmens. Zunächst verfolgte die Migrol eine aggressive Preispolitik im Heizölhandel und zwang die Konkurrenz zu Preissenkungen.
Verhandlungen mit dem Autogewerbeverband über die Belieferung von Tankstellen mit billigerem Benzin scheiterten, worauf die Migrol am 13. September 1954 in Genf ihre erste eigene Tankstelle eröffnete. Das Autogewerbe reagierte mit noch tieferen Kampfpreisen auf die neue Konkurrenz, konnte diese aber nicht lange aufrechterhalten. Die Tiefpreispolitik führte zu einem eigentlichen «Benzinkrieg», der eine Senkung des Preisniveaus in der Schweiz um durchschnittlich 15 % bewirkte. Mit der ebenfalls zum MGB gehörenden Rheinreederei AG verfügte die Migrol über eine eigene Versorgungsroute nach Rotterdam und Antwerpen (Rheinschifffahrt). Um auch bei der Verarbeitung des Rohöls unabhängig von den Konzernen zu sein, strebte Duttweiler ab 1957 eine unabhängige Raffinerie an. In Deutschland verhandelte er mit Wirtschaftsminister Ludwig Erhard und Finanzminister Franz Etzel sowie mit der Landesregierung Niedersachsens über den Bau der Erdölwerke Frisia in Emden. Mit Unterstützung der Girozentrale erfolgte die Finanzierung hauptsächlich durch Tausende von Kleinaktionären. Nach 14-monatiger Bauzeit nahm die Raffinerie am 25. August 1960 ihren Betrieb auf. Es handelte sich um die weltweit erste Raffinerie, die nicht Grosskonzernen gehörte. Das Rohöl wurde mit eigenen Tankschiffen aus dem Iran geholt. Bereits 1965 zog sich die Migrol wegen fehlender Wirtschaftlichkeit aus dem Raffineriegeschäft zurück und verkaufte die Anteile an die Saarbergwerke.
Im Hinblick auf das «Projekt 1961» der Schweizerisch-Deutschen Technischen Kommission für die Schiffbarmachung des Hochrheins baute die Migrol 1959 am Rheinufer bei Tössriederen, Eglisau, ein Tanklager für Heizöl, Benzin, Diesel, Schwer- und Leichtöl, Lösungsmittel und CKW. Die Pläne für die Verladeanlage wurden nicht umgesetzt, da nie grosse Frachtschiffe bis Eglisau fuhren. Der Rohstofftransport fand stattdessen mit Tanklastwagen statt. Die Anlage wurde 1978 geschlossen und das total 40'000 m² grosse Grundstück (mitsamt Lager) 1986 an den Architekten Marcel Quiblier verkauft, der darauf eine grosse Wohnsiedlung bauen wollte. Die folgenden Jahre zeigten, dass diese Projekte gar nie bewilligungsfähig waren. Die gesamte Tankanlage lag, teilweise überwachsen, jahrelang unter der Erde. Erst 2018 begann die Sanierung der Anlage. Die Firma Eberhard Bau AG erhielt den Auftrag, die 199 Tanks aus der Erde zu holen. Der Abriss des alten Tanklagers, das einst auf 40 Millionen Liter Öl ausgelegt war, dauerte bis Sommer 2019 und kostete 5 Millionen Franken, wovon die Migrol 90 % trug.
Im Dezember 1972 führte die Migrol als erste Mineralölgesellschaft in der Schweiz bleiarmes Benzin ein. Ab den 1980er Jahren erweiterte sie ihr Tätigkeitsgebiet und baute zuerst ein Netz von markenunabhängigen Auto-Service-Center auf. Später folgte der Aufbau eines landesweiten Tankstellenshop-Netzes. Im Juli 2015 wurde bekannt, dass Migrol Anfang 2016 neun Tankstellen des Tessiner Familienunternehmens Pedrazzini übernehmen will.
Seit 2015 bietet die Migrol alternative Energieformen für die Wärme- und Warmwassererzeugung sowie seit 2016 für die Stromproduktion an. Sie verkauft und installiert Wärmepumpen und Wärmepumpen-Boiler selber und schaltet dadurch den Zwischenhandel aus. Zudem soll bis 2023 ein flächendeckendes Netz für Wasserstofftankstellen realisiert werden.
Die Mobile App autoSense Fuel App wird seit Juni 2019 an sämtlichen Tankstellen aufgeschaltet und soll u. a. der automatisierten Zahlung dienen.
Im Jahr 2020 ging der Umsatz aufgrund der gesunkenen Treibstoffpreise und des Rückgangs des Individualverkehrs (vgl. Abschnitt Individualverkehr im Artikel COVID-19-Pandemie in der Schweiz) um 20,8 Prozent zurück.
Daniel Hofer war von 2003 bis Mai 2021 Geschäftsführer der Migrol AG. Im Mai 2021 wurde er durch Andreas Flütsch ersetzt. Verwaltungsratspräsident der Migrol AG ist Michel Gruber, welcher indes das Departement VI (Handel) beim MGB leitet.
Per Februar 2023 ist der Sitz von Zürich nach Adliswil verlegt worden.